# 埃姆登 (密蘇里州)
埃姆登（英語：Emden）是位於美國密蘇里州謝爾比縣的非建制地區。

## 歷史
埃姆登的郵局自1888年營運至今。

## 地理
埃姆登所處的海拔為高於海平面227米（即745英呎），而該地所採用的時區為UTC-6，即北美中部時區（CST）。同時該地設有夏令時間，為UTC-6調快一小時，即UTC-5（CDT）。